# 砵仔糕

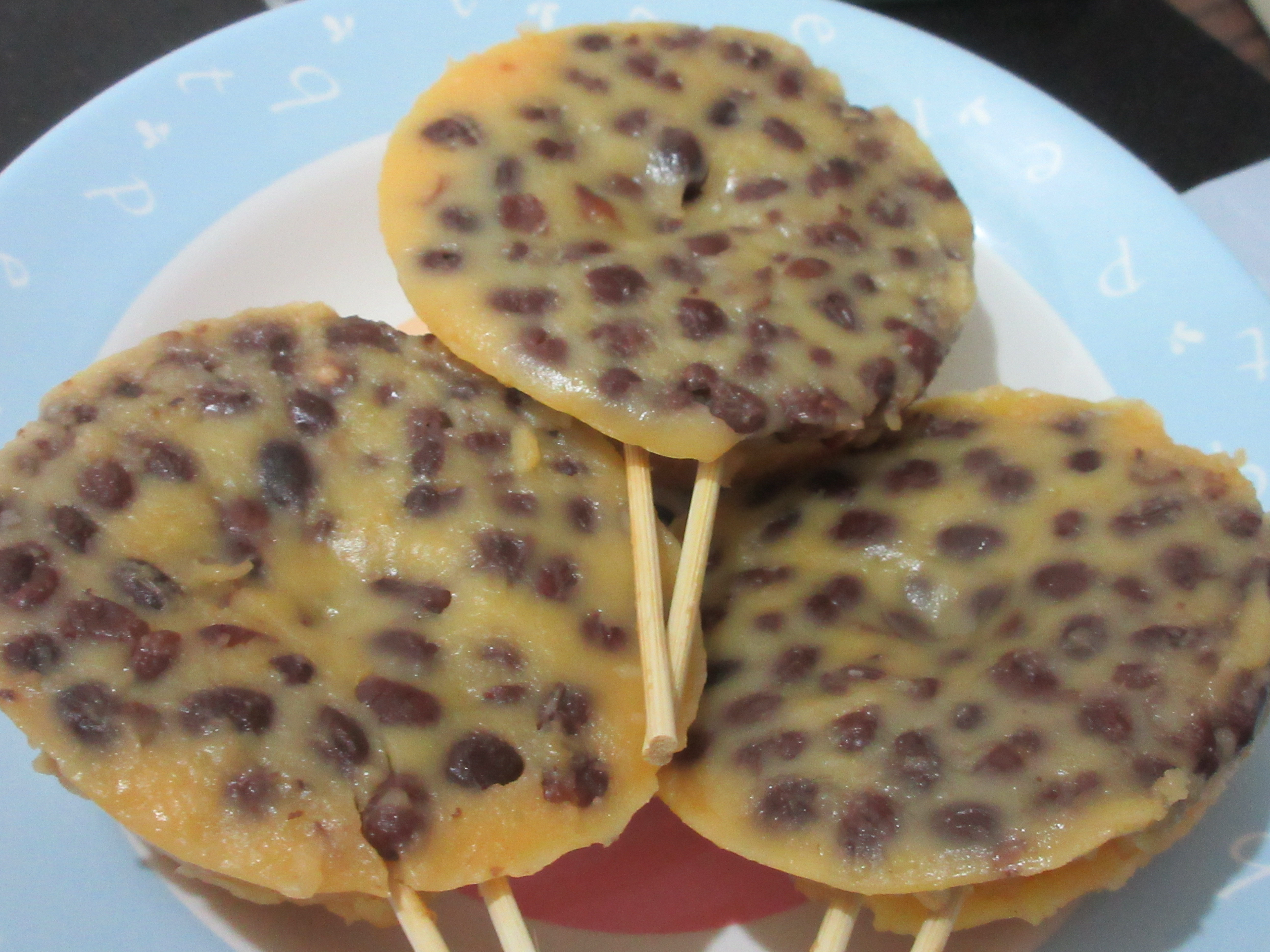
這些砵仔糕加入了許多紅豆

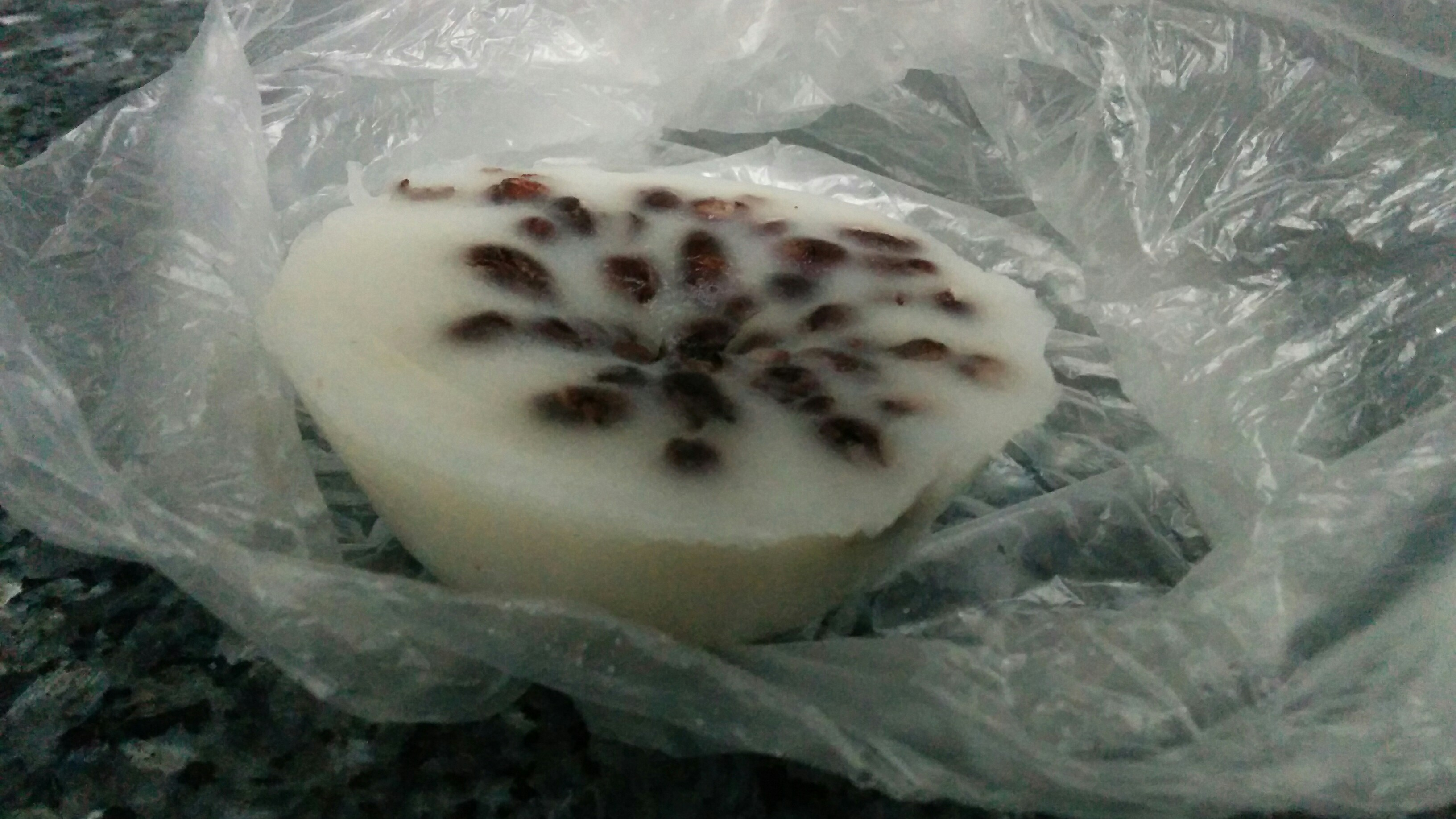
以白砂糖製作的砵仔糕

砵仔糕是一種傳統粤式糕點。原創於台山，成為香港傳統小食之一。
傳統的砵仔糕以黃糖、粘米粉等造成後，放在一個瓦製的小砵內蒸熟；但現在的製法已多數改用小瓷碗。吃的時候才把砵仔糕從小砵倒出來，以竹籤穿起來吃。有的砵仔糕加入紅豆；亦有砵仔糕以白砂糖製造，因而是白色的。剛蒸好的砵仔糕，口感暖、滑、香、綿。
砵仔糕在1980年代的时候，只有一、两种的口味。现在有以砂糖、冰糖等製成，亦有绿茶砵仔糕、南瓜砵仔糕。在香港深水埗曾有一档古法瓦砵头砵仔糕，说砵仔糕是四邑地道街头小食，酬神祭祖也必备此糕点。現在砵仔糕在香港仍作為一種懷舊小食繼續有售，還有食店嘗試用紫心番薯等材料製作不同色彩的砵仔糕。